# Славонски-Бродское телевидение
Славонски-Бродское телевидение (хорв. Slavonskobrodska televizija), сокращённо SBTV — региональный хорватский телеканал, вещающий из города Славонски-Брод на территории Бродско-Посавской жупании. Телеканал начал вещать 1 июля 2004 в городе Славонски-Брод и работает по сей день в круглосуточном режиме, освещая события Славонски-Брода и всей жупании.
Доступен в городах Славонски-Брод, Папук, Псунь и Кошаревац в мультиплексе D на 58-й дециметровой частоте (58-й канал UHF). Поймать его можно в региональном мультиплексе D2 частично и на территории следующих жупаний: Беловарско-Билогорской, Вировитицко-Подравской, Пожежско-Славонской, Осиецко-Бараньской и Сисацко-Мославинской.